# Agrilus arizonicus
Agrilus arizonicus es una especie de insecto del género Agrilus, familia Buprestidae, orden Coleoptera, descrita por Obenberger en 1936.
Se encuentra en el sudeste de Arizona, Estados Unidos.